# Скайботи
Скайботи (пол. Skajboty, нім. Skaibotten) — село в Польщі, у гміні Барчево Ольштинського повіту Вармінсько-Мазурського воєводства.
Населення — 257 осіб (2011).

## Демографія
Демографічна структура станом на 31 березня 2011 року:
|          | Загалом | Допрацездатний вік | Працездатний вік | Постпрацездатний вік |
| -------- | ------- | ------------------ | ---------------- | -------------------- |
| Чоловіки | 136     | 25                 | 99               | 12                   |
| Жінки    | 121     | 32                 | 68               | 21                   |
| Разом    | 257     | 57                 | 167              | 33                   |